# Locomotiva MÁV 326
Le locomotive MÁV 326 erano locomotive a vapore con tender per treni merci, di rodiggio 0-3-0, delle ferrovie statali ungheresi.

## Storia
Le prime dieci unità vennero costruite a Berlino dalla Wohlert e consegnate nel 1882. Successivamente vennero coinvolte nella costruzione la Wiener Neustädter Lokomotivfabrik di Vienna, la MÁVAG di Budapest, la Krauss di Linz oltre alla StEG e alla Floridsdorf negli anni tra il 1882 e il 1898 per conto di varie compagnie ferroviarie esercenti le linee ferroviarie dell'Ungheria, facenti parte dell'Impero austro-ungarico. Inizialmente le locomotive furono immatricolate con i numeri 401-500, 601-700 e 901-959. Successivamente, dal 1891, venne costituito il "gruppo IIIe" nel quale confluirono anche le nuove macchine. Dal 1911, in seguito alla nazionalizzazione delle ferrovie ungheresi venne adottata la nuova classificazione MAV "326" e i numeri progressivi 001-497 accorpando le locomotive simili o modificate provenienti dalle varie compagnie ferroviarie.
La sconfitta e la conseguente dissoluzione dell'impero austroungarico al termine della prima guerra mondiale condusse allo smembramento del gruppo di locomotive che vennero ripartite tra vari stati per ripagare i danni di guerra. L'Italia ne ebbe assegnate 5 unità, prese in carico dalle Ferrovie dello Stato, 4 assegnate al gruppo FS 187 e una al Gruppo 201. Ebbero assegnate locomotive le ferrovie rumene (CFR), le nuove ferrovie cecoslovacche (ČSD 313.2), le jugoslave (SHS 326) e (JDŽ 125) e le ferrovie della Polonia (PKP Th103).

## Caratteristiche

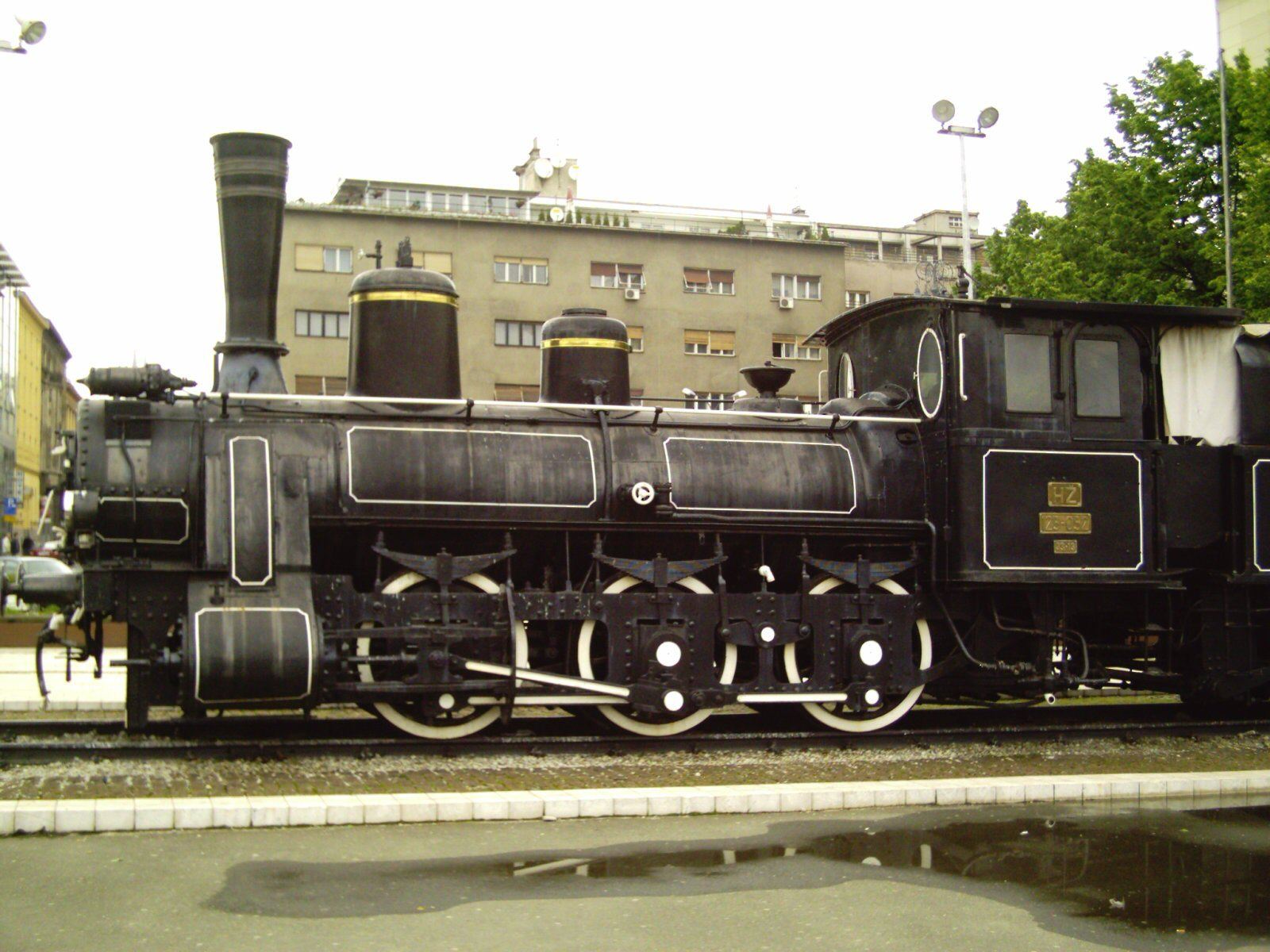
Nell'immagine della locomotiva JŽ 125-052 (ex MÁV 326.363) risaltano i particolari del telaio esterno e del biellismo motore

Le 326 erano macchine con tender a vapore saturo, a 2 cilindri e semplice espansione esterni al telaio con rodiggio 0-3-0 (tre assi accoppiati a biella). La distribuzione, interna al telaio, era a cassetto piano con meccanismo di azionamento tipo Heusinger. La velocità massima era di 45 km/h sufficiente al servizio merci per cui erano state progettate.